# Truman W. Brophy
Truman William Brophy, född 12 april 1848 i Goodings Grove, Will County, Illinois, död 4 februari 1928 i Chicago, var en amerikansk tandläkare.
Brophy utexaminerades vid University of Pennsylvania till "Doctor of Dental Surgery" och vid Rush Medical College till medicine doktor. Brophy, som var ordförande i undervisningsrådet i "Federation dentaire internationale", var en av samtidens mest berömda tandläkare, bekant särskilt för sina operationer av medfödda gomdefekter. Han deltog i internationella tandläkarkongressen i Stockholm 1902.